# Hanh Tran
Hanh Tran (* 10. Dezember 1982 in Ho-Chi-Minh-Stadt, Vietnam) ist ein österreichischer Pokerspieler. Er ist zweifacher Braceletgewinner der World Series of Poker.

## Pokerkarriere

### Werdegang
Tran lebt in Wien. Er spielt am liebsten Cash Games in der Variante Limit 2-7 Lowball Triple Draw und erzielte in den frühen 2000er-Jahren seine ersten Geldplatzierungen bei Live-Turnieren.
Ende Februar 2011 gewann Tran ein Turnier der Bregenz Open und sicherte sich eine Siegprämie von über 40.000 Euro. Im Juni 2011 war er erstmals bei der World Series of Poker (WSOP) im Rio All-Suite Hotel and Casino am Las Vegas Strip erfolgreich und kam bei einem Turnier in Limit 2-7 Lowball Triple Draw in die Geldränge. Mitte April 2013 entschied Tran das Main Event der Mega Poker Series in Madrid für sich und erhielt dafür 34.000 Euro. Bei der WSOP 2018 gewann er ein Event in Limit 2-7 Lowball Triple Draw und sicherte sich damit eine Siegprämie von knapp 120.000 US-Dollar sowie nach Ivo Donev als zweiter Österreicher ein Bracelet. Wenige Tage später erreichte Tran auch bei der Limit 2-7 Lowball Triple Draw Championship den Finaltisch und wurde Siebter für knapp 35.000 US-Dollar. Mitte Oktober 2018 sicherte er sich bei der in Rozvadov ausgespielten World Series of Poker Europe sein zweites Bracelet und gewann ein Event in Pot Limit Omaha mit einer Siegprämie von knapp 60.000 Euro. Seine bis dato letzten Live-Geldplatzierungen erzielte der Österreicher bei der WSOP 2019.
Insgesamt hat sich Tran mit Poker bei Live-Turnieren mehr als 500.000 US-Dollar erspielt.

### Braceletübersicht
Tran kam bei der WSOP siebenmal ins Geld und gewann zwei Bracelets:
| Jahr   | Buy-in | Turnier                       | Teilnehmer | Preisgeld |
| ------ | ------ | ----------------------------- | ---------- | --------- |
| 2018 E | 1500 $ | Limit 2-7 Lowball Triple Draw | 356        | 117.282 $ |
| 2018 E | 0550 € | Pot-Limit Omaha 8-Handed      | 572        | 059.625 € |